# Шомартин (Сибињ)
Шомартин (рум. Șomartin) насеље је у Румунији у округу Сибињ у општини Брују. Oпштина се налази на надморској висини од 439 m.

## Становништво
Према подацима из 2002. године у насељу је живело 301 становника.

### Попис2002.
| Расподела становништва по националности 2002.‍ | Расподела становништва по националности 2002.‍ | Расподела становништва по националности 2002.‍ | Расподела становништва по националности 2002.‍ | Расподела становништва по националности 2002.‍ |
| --------------------------------------------- | --------------------------------------------- | --------------------------------------------- | --------------------------------------------- | --------------------------------------------- |
|                                               |                                               |                                               |                                               |                                               |
| Румуни                                        | Румуни                                        |                                               | 264                                           | 88,3%                                         |
| Роми                                          | Роми                                          |                                               | 21                                            | 7,0%                                          |
| Немци                                         | Немци                                         |                                               | 14                                            | 4,7%                                          |